# Copa Governador do Estado da Bahia
De Copa Governador do Estado da Bahia is de staatsbeker voor voetbalclubs uit de Braziliaanse staat Bahia. De competitie wordt georganiseerd door de FBF.

## Geschiedenis
De competitie werd in 2009 in het leven geroepen om een deelnemer te bepalen voor de Série D. Vanaf 2012 mocht de kampioen naar de Copa do Brasil. 

## Winnaars
- 2009 -	 Fluminense de Feira
- 2010 -  Vitória da Conquista
- 2011 -  Vitória da Conquista
- 2012 -  Vitória da Conquista
- 2013 -  Bahia de Feira
- 2014 -  Vitória da Conquista
- 2015 -  Fluminense de Feira
- 2016 -  Vitória da Conquista

2009 · 2010 · 2011 · 2012 · 2013 · 2014 · 2015 · 2016